# Fiatal ANO
A Fiatal ANO (csehül: Mladé ANO) az ANO 2011 párt ifjúsági tagozata. 2015-ben alapították az ANO 2011 politikusai.